# Arne Eggum
Arne Kristian Eggum (* 24. August 1936; † 15. August 2022) war ein norwegischer Kunsthistoriker.
Eggum studierte Kunstgeschichte in Oslos und schloss sein Studium 1968 mit dem Magister ab. 1970 begann er seine Tätigkeit als Konservator am Munch-Museum Oslo und wurde dort 1973 Erster Konservator. Von 1993 bis 2001 war Leiter des Munch-Museums in Oslo. Er widmete sein wissenschaftliches Leben völlig der Erforschung von Leben und Werk des expressionistischen Malers Edvard Munch und war Verfasser zahlreicher Veröffentlichungen um ihn, die teilweise auch in die deutsche Sprache übersetzt wurden.

## Schriften
- Hans Christof Drexel. En Glemt Tysk Ekspresjonist. In: Christof Drexel i Munch Museet. Oslo Kommunes Kunstsamlinger, Oslo 1979 (mit deutscher Übersetzung).
- Alpha & Omega. Katalog, Oslo 1981, deutsch von Signe Bøhn. ISBN 82-90128-11-8
- Der Linde-Fries – Edvard Munch und sein erster deutscher Mäzen, Dr. Max Linde, aus dem Norwegischen von Alken Bruns, Veröffentlichung XX des Senat der Hansestadt Lübeck – Amt für Kultur, Lübeck 1982
- Edvard Munch: Malerier, Skisser Og Studier, J.M. Stenersen, Oslo 1983. ISBN 978-8272010262
- Edvard Munch: Skulpturale Arbeiten und Ideen, in: Die Maler und ihre Skulpturen, Museum Folkwang Essen, 1997, S. 98–102